# 関市立桜ケ丘中学校
関市立桜ヶ丘中学校（せきしりつ さくらがおかちゅうがっこう）は、岐阜県関市桜台三丁目にある公立中学校。
通称「桜中」。

## 概要
教育目標は、「仲間と共に心身を鍛え自らを高める生徒」。

## 沿革
- 1987年（昭和62年）
  - 4月1日 - 開校。開校式を行う。
  - 8月7日 - プールが完成する。

## 通学区域[1]
- 稲口
- 前山町
- 倉知（字砂田、赤尾下、砂利洞、巣洞、藪ノ内、前山。及び津保川以南）
- 神明町1丁目、神明町2丁目、神明町3丁目、神明町4丁目
- 明生町1丁目、明生町2丁目、明生町3丁目、明生町4丁目、明生町5丁目
- 寿町1丁目、寿町2丁目
- 春里町1丁目、春里町2丁目、春里町3丁目
- 弥生町1丁目、弥生町2丁目、弥生町3丁目、弥生町4丁目
- 豊岡町1丁目、豊岡町2丁目、豊岡町3丁目、豊岡町4丁目
- 桜ケ丘1丁目、桜ケ丘2丁目、桜ケ丘3丁目
- 稲河町
- 稲河
- 宮河町1丁目、宮河町2丁目
- 北天神1丁目、北天神2丁目、北天神3丁目
- 南天神1丁目、南天神2丁目、南天神3丁目
- 天徳町1丁目、天徳町2丁目
- 鋳物師屋1丁目、鋳物師屋2丁目、鋳物師屋3丁目、鋳物師屋4丁目、鋳物師屋5丁目、鋳物師屋6丁目、鋳物師屋7丁目
- 平成通1丁目、平成通2丁目
- 鋳物師屋
- 肥田瀬の一部
- 向山町1丁目、向山町2丁目、向山町3丁目、向山町4丁目
- 桐谷台1丁目、桐谷台2丁目、桐谷台3丁目
- 四季ノ台
- 桐ケ丘1丁目、桐ケ丘2丁目、桐ケ丘3丁目
- 桃紅大地
- 倉知南
- 東田原
- 西田原
- 迫間
- 迫間台1丁目、迫間台2丁目
- 新迫間
- 小迫間
- 桜台1丁目、桜台2丁目、桜台3丁目、桜台4丁目
- 大杉
- 向陽台

## 進学前小学校
- 安桜小学校（稲口、前山町、倉知（字砂田、赤尾下、砂利洞、巣洞、藪ノ内、前山））
- 関市立桜ヶ丘小学校
- 関市立田原小学校
- 関市立南ヶ丘小学校

## 交通アクセス
- 関市内巡回バス

D3 わかくさ・迫間線「桜台」バス停より徒歩約5分。

## 主な出身者
- 尾関健治(関市長)
- LiSA